# 24h Le Mans 1989

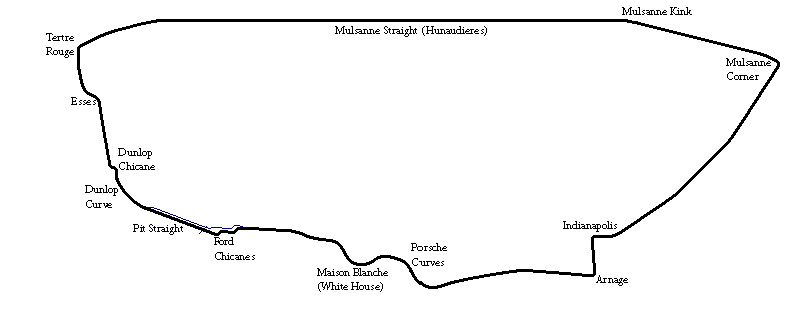
Tor Circuit de la Sarthe

24h Le Mans 1989 – 24–godzinny wyścig rozegrany na torze Circuit de la Sarthe w dniach 10–11 czerwca roku.

## Wyniki
Źródło: experiencelemans.com
| Poz.  | Klasa | Nr  | Zespół                                | Kierowcy                                                | Nadwozie                              | Opony | Okr. |
| Poz.  | Klasa | Nr  | Zespół                                | Kierowcy                                                | Silnik                                | Opony | Okr. |
| ----- | ----- | --- | ------------------------------------- | ------------------------------------------------------- | ------------------------------------- | ----- | ---- |
| 1     | C1    | 63  | Team Sauber Mercedes                  | Jochen Mass Manuel Reuter Stanley Dickens               | Sauber C9                             | M     | 389  |
| 1     | C1    | 63  | Team Sauber Mercedes                  | Jochen Mass Manuel Reuter Stanley Dickens               | Mercedes-Benz M119 5.0L Turbo V8      | M     | 389  |
| 2     | C1    | 61  | Team Sauber Mercedes                  | Mauro Baldi Kenny Acheson Gianfranco Brancatelli        | Sauber C9                             | M     | 384  |
| 2     | C1    | 61  | Team Sauber Mercedes                  | Mauro Baldi Kenny Acheson Gianfranco Brancatelli        | Mercedes-Benz M119 5.0L Turbo V8      | M     | 384  |
| 3     | C1    | 9   | Joest Racing                          | Hans-Joachim Stuck Bob Wollek                           | Porsche 962C                          | G     | 382  |
| 3     | C1    | 9   | Joest Racing                          | Hans-Joachim Stuck Bob Wollek                           | Porsche Type-935 3.0L Turbo Flat-6    | G     | 382  |
| 4     | C1    | 1   | Silk Cut Jaguar Tom Walkinshaw Racing | Jan Lammers Patrick Tambay Andrew Gilbert-Scott         | Jaguar XJR-9LM                        | D     | 380  |
| 4     | C1    | 1   | Silk Cut Jaguar Tom Walkinshaw Racing | Jan Lammers Patrick Tambay Andrew Gilbert-Scott         | Jaguar 7.0L V12                       | D     | 380  |
| 5     | C1    | 62  | Team Sauber Mercedes                  | Jean-Louis Schlesser Jean-Pierre Jabouille Alain Cudini | Sauber C9                             | M     | 378  |
| 5     | C1    | 62  | Team Sauber Mercedes                  | Jean-Louis Schlesser Jean-Pierre Jabouille Alain Cudini | Mercedes-Benz M119 5.0L Turbo V8      | M     | 378  |
| 6     | C1    | 8   | Joest Racing                          | Henri Pescarolo Claude Ballot-Léna Jean-Louis Ricci     | Porsche 962C                          | G     | 371  |
| 6     | C1    | 8   | Joest Racing                          | Henri Pescarolo Claude Ballot-Léna Jean-Louis Ricci     | Porsche Type-935 3.0L Turbo Flat-6    | G     | 371  |
| 7     | GTP   | 201 | Mazdaspeed Co. Ltd.                   | Dave Kennedy Pierre Dieudonné Chris Hodgetts            | Mazda 767B                            | D     | 368  |
| 7     | GTP   | 201 | Mazdaspeed Co. Ltd.                   | Dave Kennedy Pierre Dieudonné Chris Hodgetts            | Mazda 13J 2.6L 4-Rotor                | D     | 368  |
| 8     | C1    | 4   | Silk Cut Jaguar Tom Walkinshaw Racing | Alain Ferté Michel Ferté Eliseo Salazar                 | Jaguar XJR-9LM                        | D     | 368  |
| 8     | C1    | 4   | Silk Cut Jaguar Tom Walkinshaw Racing | Alain Ferté Michel Ferté Eliseo Salazar                 | Jaguar 7.0L V12                       | D     | 368  |
| 9     | GTP   | 202 | Mazdaspeed Co. Ltd.                   | Takashi Yorino Hervé Regout Elliott Forbes-Robinson     | Mazda 767B                            | D     | 365  |
| 9     | GTP   | 202 | Mazdaspeed Co. Ltd.                   | Takashi Yorino Hervé Regout Elliott Forbes-Robinson     | Mazda 13J 2.6L 4-Rotor                | D     | 365  |
| 10    | C1    | 16  | Brun Motorsport                       | Harald Huysman Uwe Schäfer Dominique Lacaud             | Porsche 962C                          | Y     | 351  |
| 10    | C1    | 16  | Brun Motorsport                       | Harald Huysman Uwe Schäfer Dominique Lacaud             | Porsche Type-935 3.0L Turbo Flat-6    | Y     | 351  |
| 11    | C1    | 18  | Aston Martin Ecurie Ecosse            | Brian Redman Michael Roe Costas Los                     | Aston Martin AMR1                     | G     | 340  |
| 11    | C1    | 18  | Aston Martin Ecurie Ecosse            | Brian Redman Michael Roe Costas Los                     | Aston Martin (Callaway) RDP87 6.0L V8 | G     | 340  |
| 12    | GTP   | 203 | Mazdaspeed Co. Ltd.                   | Yōjirō Terada Marc Duez Volker Weidler                  | Mazda 767                             | D     | 339  |
| 12    | GTP   | 203 | Mazdaspeed Co. Ltd.                   | Yōjirō Terada Marc Duez Volker Weidler                  | Mazda 13J 2.6L 4-Rotor                | D     | 339  |
| 13    | C1    | 55  | Team Schuppan                         | Vern Schuppan Eje Elgh Gary Brabham                     | Porsche 962C                          | D     | 321  |
| 13    | C1    | 55  | Team Schuppan                         | Vern Schuppan Eje Elgh Gary Brabham                     | Porsche Type-935 3.0L Turbo Flat-6    | D     | 321  |
| 14    | C2    | 113 | Courage Compétition                   | Jean-Claude Andruet Philippe Farjon Shunji Kasuya       | Cougar C20B                           | G     | 312  |
| 14    | C2    | 113 | Courage Compétition                   | Jean-Claude Andruet Philippe Farjon Shunji Kasuya       | Porsche Type-935 2.8L Turbo Flat-6    | G     | 312  |
| 15    | C1    | 20  | Team Davey                            | Tim Lee-Davey Tom Dodd-Noble Katsunori Iketani          | Porsche 962C                          | D     | 308  |
| 15    | C1    | 20  | Team Davey                            | Tim Lee-Davey Tom Dodd-Noble Katsunori Iketani          | Porsche Type-935 3.0L Turbo Flat-6    | D     | 308  |
| 16    | C2    | 171 | Team Mako                             | Robbie Stirling Ross Hyett Don Shead                    | Spice SE88C                           | G     | 307  |
| 16    | C2    | 171 | Team Mako                             | Robbie Stirling Ross Hyett Don Shead                    | Ford Cosworth DFL 3.3L V8             | G     | 307  |
| 17    | C2    | 108 | Roy Baker Racing GP Motorsport        | Dudley Wood Evan Clements Philippe de Henning           | Spice SE87C                           | G     | 303  |
| 17    | C2    | 108 | Roy Baker Racing GP Motorsport        | Dudley Wood Evan Clements Philippe de Henning           | Ford Cosworth DFL 3.3L V8             | G     | 303  |
| 18    | C2    | 126 | France Prototeam                      | Jean Messaoudi Pierre-François Rousselot Thierry Lecerf | Argo JM19C                            | G     | 297  |
| 18    | C2    | 126 | France Prototeam                      | Jean Messaoudi Pierre-François Rousselot Thierry Lecerf | Ford Cosworth DFL 3.3L V8             | G     | 297  |
| 19    | C2    | 104 | Graff Racing                          | Jean-Philippe Grand Remy Pochauvin Jean-Luc Roy         | Spice SE89C                           | ?     | 291  |
| 19    | C2    | 104 | Graff Racing                          | Jean-Philippe Grand Remy Pochauvin Jean-Luc Roy         | Ford Cosworth DFL 3.3L V8             | ?     | 291  |
| 20 NU | C1    | 14  | Richard Lloyd Racing                  | Derek Bell James Weaver Tiff Needell                    | Porsche 962C GTi                      | G     | 339  |
| 20 NU | C1    | 14  | Richard Lloyd Racing                  | Derek Bell James Weaver Tiff Needell                    | Porsche Type-935 3.0L Turbo Flat-6    | G     | 339  |
| 21 NU | C1    | 10  | Porsche Kremer Racing                 | Kunimitsu Takahashi Bruno Giacomelli Giovanni Lavaggi   | Porsche 962C                          | Y     | 303  |
| 21 NU | C1    | 10  | Porsche Kremer Racing                 | Kunimitsu Takahashi Bruno Giacomelli Giovanni Lavaggi   | Porsche Type-935 3.0L Turbo Flat-6    | Y     | 303  |
| 22 NU | C1    | 25  | Nissan Motorsport                     | Geoff Brabham Chip Robinson Arie Luyendyk               | Nissan R89C                           | D     | 250  |
| 22 NU | C1    | 25  | Nissan Motorsport                     | Geoff Brabham Chip Robinson Arie Luyendyk               | Nissan VRH35Z 3.5L Turbo V8           | D     | 250  |
| 23 NU | C2    | 101 | Chamberlain Engineering               | Fermín Vélez Nick Adams Luigi Taverna                   | Spice SE88C                           | G     | 244  |
| 23 NU | C2    | 101 | Chamberlain Engineering               | Fermín Vélez Nick Adams Luigi Taverna                   | Ford Cosworth DFL 3.3L V8             | G     | 244  |
| 24 NU | C1    | 17  | Repsol Brun Motorsport                | Oscar Larrauri Walter Brun Jesús Pareja                 | Porsche 962C                          | Y     | 242  |
| 24 NU | C1    | 17  | Repsol Brun Motorsport                | Oscar Larrauri Walter Brun Jesús Pareja                 | Porsche Type-935 3.0L Turbo Flat-6    | Y     | 242  |
| 25 NU | C1    | 21  | Spice Engineering                     | Ray Bellm Gordon Spice Lyn St. James                    | Spice SE89C                           | G     | 229  |
| 25 NU | C1    | 21  | Spice Engineering                     | Ray Bellm Gordon Spice Lyn St. James                    | Ford Cosworth DFZ 3.5L V8             | G     | 229  |
| 26 NU | C1    | 15  | Richard Lloyd Racing                  | Steven Andskär David Hobbs Damon Hill                   | Porsche 962C GTi                      | G     | 228  |
| 26 NU | C1    | 15  | Richard Lloyd Racing                  | Steven Andskär David Hobbs Damon Hill                   | Porsche Type-935 3.0L Turbo Flat-6    | G     | 228  |
| 27 NU | C1    | 32  | Team LeMans Co. Courage Compétition   | Takao Wada Akio Morimoto Anders Olofsson                | March 88S                             | Y     | 221  |
| 27 NU | C1    | 32  | Team LeMans Co. Courage Compétition   | Takao Wada Akio Morimoto Anders Olofsson                | Nissan VG30 3.0L Turbo V6             | Y     | 221  |
| 28 NU | C1    | 2   | Silk Cut Jaguar Tom Walkinshaw Racing | John Nielsen Andy Wallace Price Cobb                    | Jaguar XJR-9LM                        | D     | 215  |
| 28 NU | C1    | 2   | Silk Cut Jaguar Tom Walkinshaw Racing | John Nielsen Andy Wallace Price Cobb                    | Jaguar 7.0L V12                       | D     | 215  |
| 29 NU | C2    | 106 | Porto Kaleo Team                      | Robin Smith Vito Veninta Stefano Sebastiani             | Tiga GC288                            | G     | 194  |
| 29 NU | C2    | 106 | Porto Kaleo Team                      | Robin Smith Vito Veninta Stefano Sebastiani             | Ford Cosworth DFL 3.3L V8             | G     | 194  |
| 30 NU | C1    | 34  | Equipe Alméras Fréres                 | Jacques Alméras Jean-Marie Alméras Alain Ianetta        | Porsche 962C                          | G     | 188  |
| 30 NU | C1    | 34  | Equipe Alméras Fréres                 | Jacques Alméras Jean-Marie Alméras Alain Ianetta        | Porsche Type-935 3.0L Turbo Flat-6    | G     | 188  |
| 31 NU | C1    | 12  | Courage Compétition                   | Patrick Gonin Bernard de Dryver Bernard Santal          | Cougar C22LM                          | G     | 168  |
| 31 NU | C1    | 12  | Courage Compétition                   | Patrick Gonin Bernard de Dryver Bernard Santal          | Porsche Type-935 3.0L Turbo Flat-6    | G     | 168  |
| 32 NU | C1    | 23  | Nissan Motorsports                    | Masahiro Hasemi Kazuyoshi Hoshino Toshio Suzuki         | Nissan R89C                           | D     | 167  |
| 32 NU | C1    | 23  | Nissan Motorsports                    | Masahiro Hasemi Kazuyoshi Hoshino Toshio Suzuki         | Nissan VRH35Z 3.5L Turbo V8           | D     | 167  |
| 33 NU | C1    | 19  | Aston Martin Ecurie Ecosse            | David Leslie Ray Mallock David Sears                    | Aston Martin AMR1                     | G     | 153  |
| 33 NU | C1    | 19  | Aston Martin Ecurie Ecosse            | David Leslie Ray Mallock David Sears                    | Aston Martin (Callaway) RDP87 6.0L V8 | G     | 153  |
| 34 NU | C1    | 22  | Spice Engineering                     | Thorkild Thyrring Wayne Taylor Tim Harvey               | Spice SE89C                           | G     | 150  |
| 34 NU | C1    | 22  | Spice Engineering                     | Thorkild Thyrring Wayne Taylor Tim Harvey               | Ford Cosworth DFZ 3.5L V8             | G     | 150  |
| 35 NU | C2    | 103 | France Prototeam                      | Bernard Thuner Pierre de Thoisy Raymond Touroul         | Spice SE88C                           | G     | 133  |
| 35 NU | C2    | 103 | France Prototeam                      | Bernard Thuner Pierre de Thoisy Raymond Touroul         | Ford Cosworth DFL 3.3L V8             | G     | 133  |
| 36 NU | C2    | 107 | Tiga Race Team                        | Max Cohen-Olivar John Sheldon Robin Donovan             | Tiga GC289                            | G     | 126  |
| 36 NU | C2    | 107 | Tiga Race Team                        | Max Cohen-Olivar John Sheldon Robin Donovan             | Ford Cosworth DFL 3.3L V8             | G     | 126  |
| 37 NU | C1    | 7   | Joest Racing                          | Frank Jelinski Pierre-Henri Raphanel Louis Krages       | Porsche 962C                          | G     | 124  |
| 37 NU | C1    | 7   | Joest Racing                          | Frank Jelinski Pierre-Henri Raphanel Louis Krages       | Porsche Type-935 3.0L Turbo Flat-6    | G     | 124  |
| 38 NU | C1    | 52  | WM Secateva                           | Pascal Pessiot Jean-Daniel Raulet Philippe Gache        | WM P489                               | M     | 110  |
| 38 NU | C1    | 52  | WM Secateva                           | Pascal Pessiot Jean-Daniel Raulet Philippe Gache        | Peugeot ZNS4 3.0L Turbo V6            | M     | 110  |
| 39 NU | C1    | 13  | Courage Compétition                   | Pascal Fabre Jean-Louis Bousquet Jiro Yoneyama          | Cougar C22LM                          | G     | 110  |
| 39 NU | C1    | 13  | Courage Compétition                   | Pascal Fabre Jean-Louis Bousquet Jiro Yoneyama          | Porsche Type-935 3.0L Turbo Flat-6    | G     | 110  |
| 40 NU | C2    | 102 | Chamberlain Engineering               | John Hotchkis Sr John Hotchkis Jr Richard Jones         | Spice SE86C                           | G     | 86   |
| 40 NU | C2    | 102 | Chamberlain Engineering               | John Hotchkis Sr John Hotchkis Jr Richard Jones         | Hart 418T 1.8L Turbo I4               | G     | 86   |
| 41 NU | C1    | 3   | Silk Cut Jaguar Tom Walkinshaw Racing | Davy Jones Derek Daly Jeff Kline                        | Jaguar XJR-9LM                        | D     | 85   |
| 41 NU | C1    | 3   | Silk Cut Jaguar Tom Walkinshaw Racing | Davy Jones Derek Daly Jeff Kline                        | Jaguar 7.0L V12                       | D     | 85   |
| 42 NU | C1    | 27  | Repsol Brun Motorsport                | Rudi Seher Franz Konrad Andres Vilariño                 | Porsche 962C                          | Y     | 81   |
| 42 NU | C1    | 27  | Repsol Brun Motorsport                | Rudi Seher Franz Konrad Andres Vilariño                 | Porsche Type-935 3.0L Turbo Flat-6    | Y     | 81   |
| 43 NU | C1    | 5   | Brun Motorsport From-A Racing         | Harald Grohs Akihiko Nakaya Sarel van der Merwe         | Porsche 962C                          | Y     | 78   |
| 43 NU | C1    | 5   | Brun Motorsport From-A Racing         | Harald Grohs Akihiko Nakaya Sarel van der Merwe         | Porsche Type-935 3.0L Turbo Flat-6    | Y     | 78   |
| 44 NU | C2    | 177 | Automobiles Louis Descartes (ALD)     | Alain Serpaggi Yves Hervalet Louis Descartes            | ALD C289                              | G     | 75   |
| 44 NU | C2    | 177 | Automobiles Louis Descartes (ALD)     | Alain Serpaggi Yves Hervalet Louis Descartes            | Ford Cosworth DFL 3.3L V8             | G     | 75   |
| 45 NU | C1    | 33  | Team Schuppan                         | Will Hoy Jean Alesi Dominic Dobson                      | Porsche 962C                          | D     | 69   |
| 45 NU | C1    | 33  | Team Schuppan                         | Will Hoy Jean Alesi Dominic Dobson                      | Porsche Type-935 3.0L Turbo Flat-6    | D     | 69   |
| 46 NU | C1    | 72  | Obermaier Racing Primagaz Competition | Jürgen Lässig Pierre Yver Paul Belmondo                 | Porsche 962C                          | G     | 61   |
| 46 NU | C1    | 72  | Obermaier Racing Primagaz Competition | Jürgen Lässig Pierre Yver Paul Belmondo                 | Porsche Type-935 3.0L Turbo Flat-6    | G     | 61   |
| 47 NU | C1    | 37  | Toyota Team TOM’s                     | Geoff Lees Johnny Dumfries John Watson                  | Toyota 89C-V                          | B     | 58   |
| 47 NU | C1    | 37  | Toyota Team TOM’s                     | Geoff Lees Johnny Dumfries John Watson                  | Toyota R32V 3.2L Turbo V8             | B     | 58   |
| 48 NU | C2    | 151 | Pierre-Alain Lombardi                 | Pierre-Alain Lombardi Bruno Sotty Fabio Magnani         | Spice SE86C                           | G     | 58   |
| 48 NU | C2    | 151 | Pierre-Alain Lombardi                 | Pierre-Alain Lombardi Bruno Sotty Fabio Magnani         | Ford Cosworth DFL 3.3L V8             | G     | 58   |
| 49 NU | C1    | 6   | Brun Motorsport Alpha Racing Team     | Maurizio Sandro Sala Walter Lechner Roland Ratzenberger | Porsche 962C                          | Y     | 58   |
| 49 NU | C1    | 6   | Brun Motorsport Alpha Racing Team     | Maurizio Sandro Sala Walter Lechner Roland Ratzenberger | Porsche Type-935 3.0L Turbo Flat-6    | Y     | 58   |
| 50 NU | C1    | 36  | Toyota Team TOM’s                     | Hitoshi Ogawa Paolo Barilla Ross Cheever                | Toyota 89C-V                          | B     | 45   |
| 50 NU | C1    | 36  | Toyota Team TOM’s                     | Hitoshi Ogawa Paolo Barilla Ross Cheever                | Toyota R32V 3.2L Turbo V8             | B     | 45   |
| 51 NU | C1    | 11  | Porsche Kremer Racing                 | Hideki Okada George Fouché Masanori Sekiya              | Porsche 962CK6                        | Y     | 42   |
| 51 NU | C1    | 11  | Porsche Kremer Racing                 | Hideki Okada George Fouché Masanori Sekiya              | Porsche Type-935 3.0L Turbo Flat-6    | Y     | 42   |
| 52 NU | C2    | 105 | Porto Kaleo Team Noël del Bello       | Jean-Claude Justice Noël del Bello Jean-Claude Ferrarin | Tiga GC289                            | G     | 36   |
| 52 NU | C2    | 105 | Porto Kaleo Team Noël del Bello       | Jean-Claude Justice Noël del Bello Jean-Claude Ferrarin | Ford Cosworth DFL 3.3L V8             | G     | 36   |
| 53 NU | C1    | 38  | Toyota Team TOM’s                     | Kaoru Hoshino Didier Artzet Keiichi Suzuki              | Toyota 88C                            | B     | 20   |
| 53 NU | C1    | 38  | Toyota Team TOM’s                     | Kaoru Hoshino Didier Artzet Keiichi Suzuki              | Toyota 3S-GTM 2.1L Turbo I4           | B     | 20   |
| 54 NU | C2    | 175 | ADA Engineering                       | Ian Harrower Laurence Bristow Colin Pool                | ADA 02B                               | ?     | 14   |
| 54 NU | C2    | 175 | ADA Engineering                       | Ian Harrower Laurence Bristow Colin Pool                | Ford Cosworth DFL 3.3L V8             | ?     | 14   |
| 55 NU | C1    | 24  | Nissan Motorsports                    | Julian Bailey Mark Blundell Martin Donnelly             | Nissan R89C                           | D     | 5    |
| 55 NU | C1    | 24  | Nissan Motorsports                    | Julian Bailey Mark Blundell Martin Donnelly             | Nissan VRH35Z 3.5L Turbo V8           | D     | 5    |
| NW    | C1    | 51  | WM Secateva                           | Roger Dorchy Michel Maisonneuve Philippe Gache          | WM P489                               | M     | -    |
| NW    | C1    | 51  | WM Secateva                           | Roger Dorchy Michel Maisonneuve Philippe Gache          | Peugeot ZNS4 3.0L Turbo V6            | M     | -    |
| NZ    | C1    | 26  | Mussato Action Car                    | Almo Coppelli Franco Scapini Ernst Franzmaier           | Lancia LC2                            | D     | -    |
| NZ    | C1    | 26  | Mussato Action Car                    | Almo Coppelli Franco Scapini Ernst Franzmaier           | Ferrari 308C 3.0L Turbo V8            | D     | -    |
| NZ    | C2    | 176 | Automobiles Louis Descartes           | Thierry Serfaty Sylvain Boulay William Batmalle         | ALD 04                                | G     | -    |
| NZ    | C2    | 176 | Automobiles Louis Descartes           | Thierry Serfaty Sylvain Boulay William Batmalle         | BMW M80 3.5L I6                       | G     | -    |
| NZ    | C2    | 178 | Didier Bonnet                         | Didier Bonnet Gérard Tremblay Gérard Cuynet             | ALD 05                                | A     | -    |
| NZ    | C2    | 178 | Didier Bonnet                         | Didier Bonnet Gérard Tremblay Gérard Cuynet             | BMW M80 3.5L I6                       | A     | -    |
| NZ    | C2    | 179 | Didier Bonnet                         | Jean-Luc Colin François Cardon Yves Bey-Rozet           | ALD 06                                | G     | -    |
| NZ    | C2    | 179 | Didier Bonnet                         | Jean-Luc Colin François Cardon Yves Bey-Rozet           | BMW M80 3.5L I6                       | G     | -    |